# Sarah-Jane Potts
Sarah Jane Potts (Bradford, West Yorkshire; 30 de agosto de 1976) es una actriz inglesa, más conocida por haber interpretado a Saint en la serie Sugar Rush y a Eddie McKee en la serie Holby City. 

## Biografía
Es hermana del actor Andrew-Lee Potts. 
En 2001 vivió con el actor Erik Palladino. El 1 de junio de 2002, se casó con el actor Tony Denman, con quien tiene un hijo, Buster Alan Denman (2004); sin embargo, se separaron. Comenzó a salir con el actor inglés Joseph Millson, con quien se comprometió y se casó en el Año Nuevo de 2013.

## Carrera
Después de trabajar seis años en la televisión británica, se mudó de Londres a West Sussex para filmar la segunda temporada de Sugar Rush. Está actualmente involucrada en actos de caridad para ayudar a niños huérfanos en África.
También ha aparecido en otros papeles importantes, como el de Molly en la serie Felicity (1998), y Ashley en National Lampoon's Barely Legal.
El 7 de junio de 2011, se unió al elenco principal de la serie británica Holby City, donde interpretó a la enfermera Eddie McKee hasta el 23 de octubre de 2012.
En 2014 de unió al reparto de la serie Grace Point.

## Filmografía
- My Son the Fanatic (1997), Madelaine
- Woundings (1998), Louise
- Mauvaise passe (1999), Liz
- Wonderland (1999), Melanie
- Straydogs (1999), Anna
- Five Seconds to Spare (1999), Twig
- Young Blades (2001), Radegonde/Anne
- National Lampoon's Barely Legal (2003), Ashley
- Breaking Dawn (2004), Anna
- Kinky Boots (2005), Lauren
- Heart of a Dragon (2008) - Amanda
- Holby City (2011 - 2012), Eddie McKee (58 episodios)
- Prancer: A Christmas Tale (2022), Claire